# Jan August Clarysse
Jan August Clarysse (Meulebeke, 2 februari 1814 - Roeselare, 3 november 1873) was een West-Vlaamse priester, oudheidkundige en architect.
Als zoon van Franciscus Clarysse (1771-1837) (een arbeider die zich had opgewerkt tot aannemer) en van Regina Van Steenkiste (1786-1819), was hij reeds op jonge leeftijd vertrouwd met de praktijk van de bouwkunde. 

## Architect
Volgens zijn voornaamste biograaf A. de Leyn kwam zijn talent als architect reeds aan het licht in zijn scholierentijd, toen hij de plannen tekende voor een huis op de markt te Tielt. Toen hij bij de dood van zijn vader de leiding overnam op de bouwplaats van de kerk te Meulebeke-Marialoop, bleek eveneens zijn inzicht in bouwkunde.
Na zijn collegejaren te Tielt en te Roeselare studeerde hij verder aan het Grootseminarie te Brugge, waar hij op 21 mei 1842 tot priester werd gewijd. 
Als architect is hij vooral bekend van de kerken te Maria-Aalter - parochiekerk Onze-Lieve-Vrouw van Bijstand of Hulp der Christenen (1850-1851), Poesele (1850-1851), Gontrode (1854-1855), Serskamp (1856-1858), Wontergem (1857-1859), Doomkerke - neogotische Sint-Caroluskerk (1864-1867) en Roeselare parochiekerk Onze-Lieve-Vrouw (1864-1876).

## Publicaties
- Leergang van praktische bouwkunde, z.j.
- Over het Gotiek, z.j.
- Geschiedenis van Wingene (onuitgegeven).

## Referentie
Jean VAN CLEVEN, Jan August Clarysse, in: Nationaal biografisch woordenboek, Brussel, Paleis der Academiën, deel 10, 1983, kol. 109-114*
- Fernand BONNEURE, Jan August Clarysse, in: Lexicon van West-Vlaamse schrijvers, Deel I, Torhout, 1984.